# Leadfield
Leadfield è una ex comunità non incorporata e città fantasma nella contea di Inyo in California. Si trova nel parco nazionale della Valle della Morte ad un'altitudine di 4058 piedi pari a 1237 metri.
L'oro fu scoperto nel Titus Canyon già nel 1905 ma la città di Leadfield è datata 1925 e 1926 quando le principali compagnie che operavano nel campo della estrazione del prezioso minerale, la Western Lead Mine Company e C.C. Julian misero in atto una marcata pubblicità che richiamo nella città numerosi persone. La città crebbe notevolmente tanto da raggiungere i 300 abitanti nel 1926 ma fu abbandonata velocemente già l'anno successivo a causa della scarsità d'oro rinvenuta. 
Leadfield venne abbandonata non prima però della costruzione di 15 miglia di strada lungo il titus canyon verso Beatty in Nevada. Furono inoltre installati una serie di pali destinati a portare l'elettricità.
Un ufficio postale fu attivo dall'agosto del 1926 fino al febbraio del 1927.

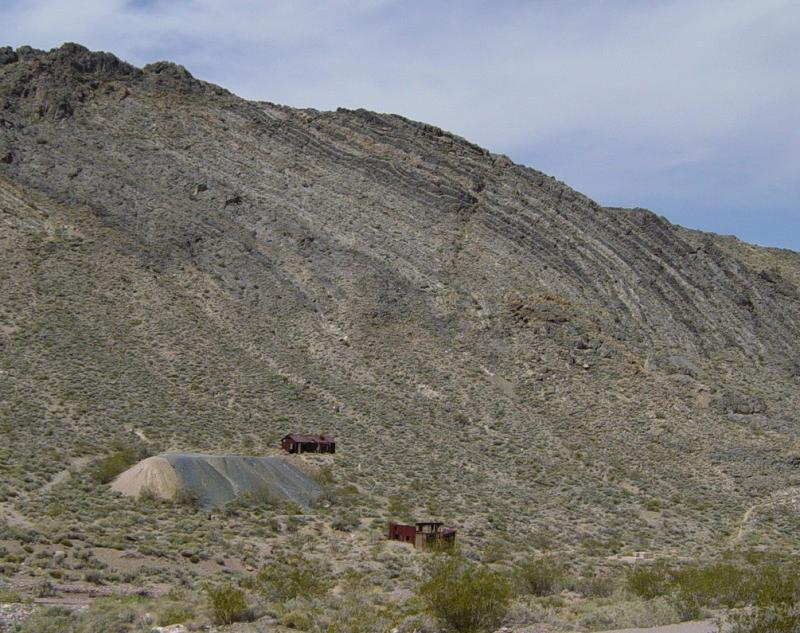
Leadfield, California

Foto storiche mostrano alcuni alloggiamenti in lamiera ma la maggior parte del residenti vivevano in tende di vario tipo.
Nel 2005 i resti della città sono alcune lamiere arrugginite e due miniere abbandonate e chiuse.
La città è raggiungibile attraverso la Titus Canyon Road.